# علی شعیتو
علی شعیتو (عربی: علي شعيتو؛ زادهٔ ۵ اکتبر ۲۰۰۲) بازیکن فوتبال اهل لبنان است.
وی همچنین در تیم‌های ملی فوتبال زیر ۲۳ سال لبنان و لبنان بازی کرده‌است.